# Raïon de Konotop
Le raïon de Konotop (en ukrainien : Конотопський район) est un raïon (district) dans l'oblast de Soumy en Ukraine,.

## Histoire
Avec la réforme administrative de 2020, le nouveau raïon de Konotop absorbe les anciens raïons de Konotop, de Krolevets, raïon de Bouryn et de raïon de Poutvyl.

## Lieux d'intérêt
Le monastère des Grottes Sainte-Sophie.

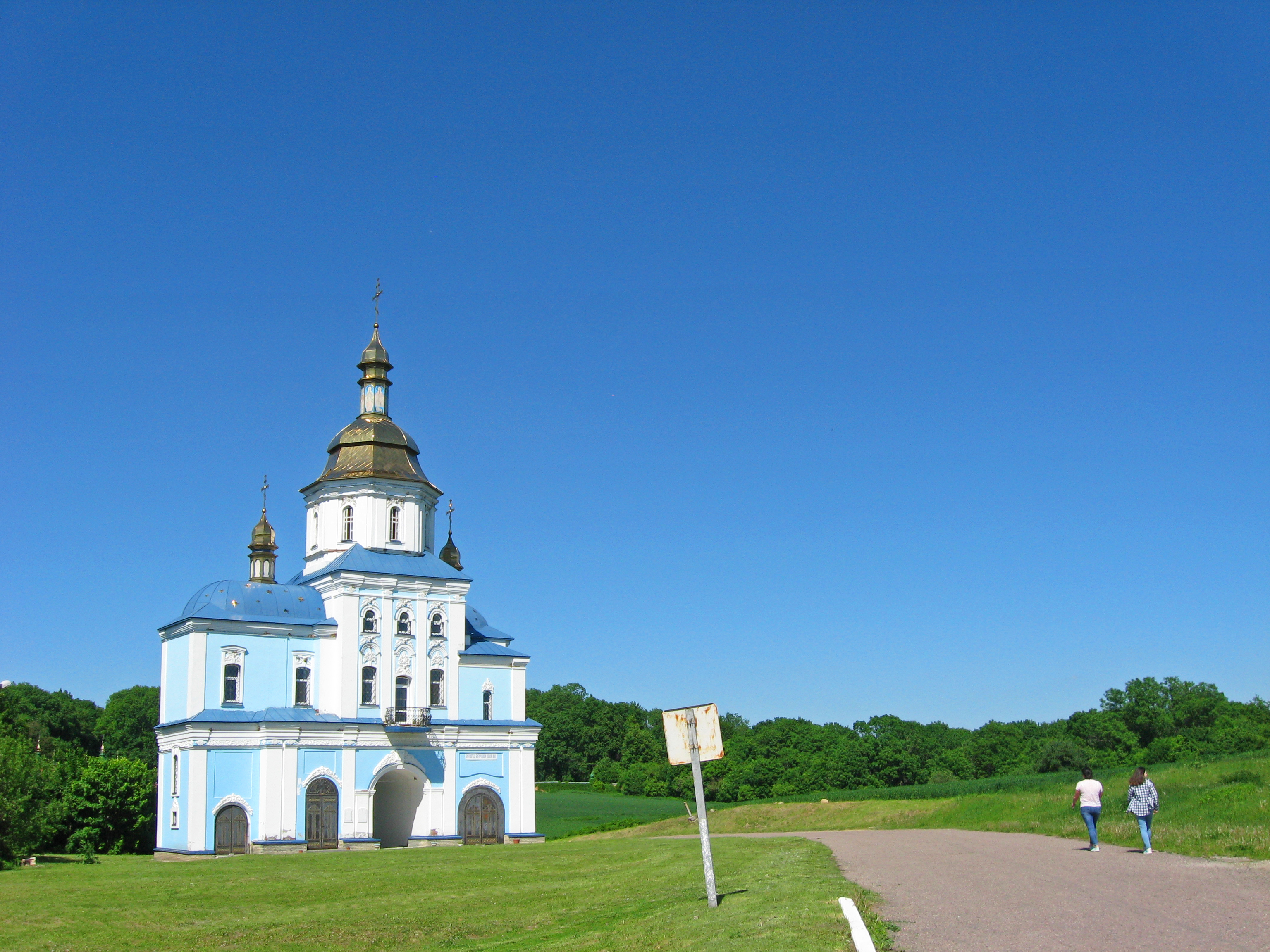
Classé
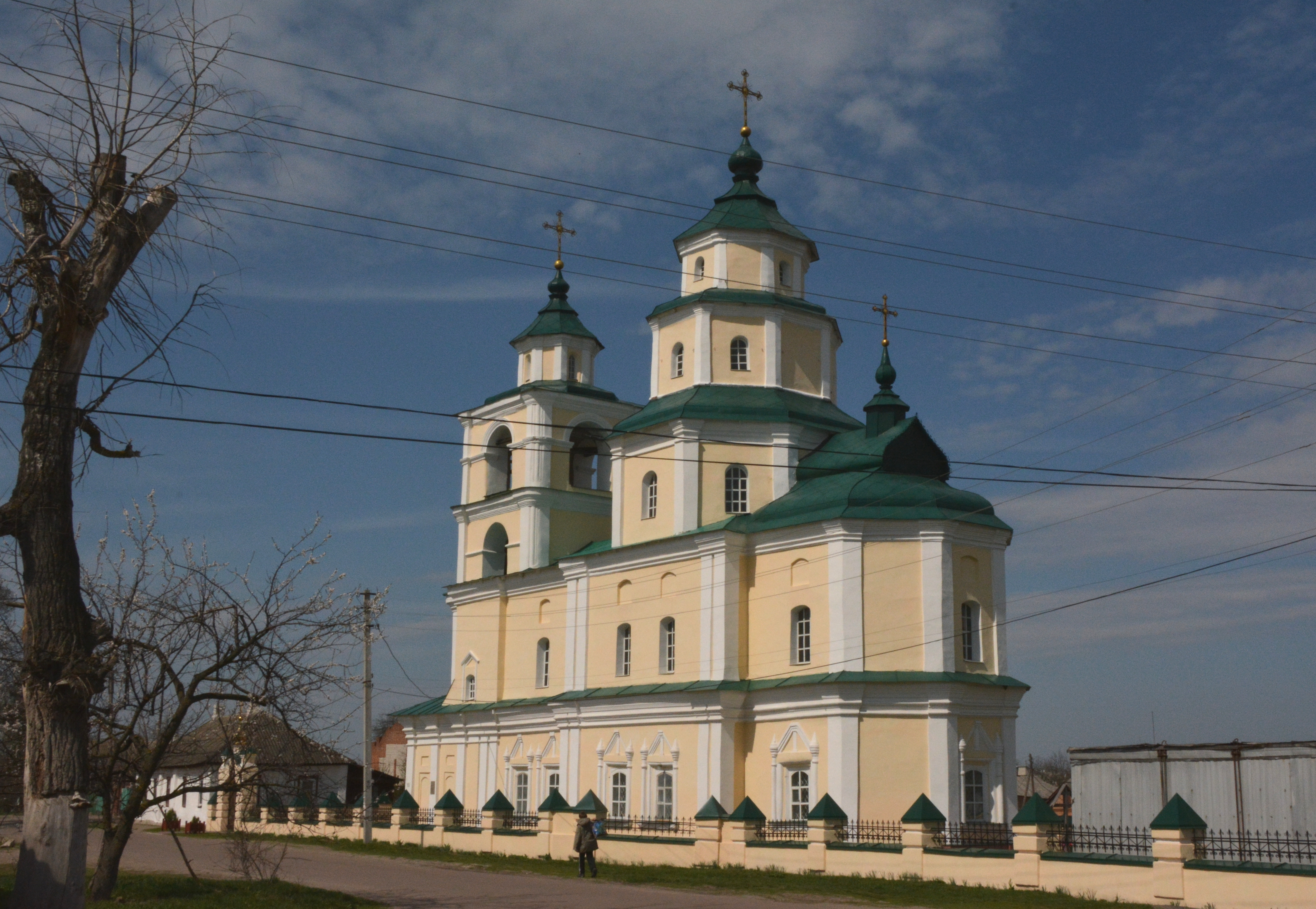
l'église st-Nicolas[4].